# Microrregión de Birigui
La microrregión de Birigüi es una de las microrregiones del estado brasileño de São Paulo perteneciente a la mesorregión Araçatuba. Su población fue estimada en 2006 por el IBGE en 250.376 habitantes y está dividida en dieciocho municipios. Posee un área total de 4.509,054 km².

## Municipios
- Alto Alegre
- Avanhandava
- Barbosa
- Bilac
- Birigui
- Braúna
- Brejo Alegre
- Buritama
- Clementina
- Coroados
- Gabriel Monteiro
- Glicério
- Lourdes
- Luiziânia
- Penápolis
- Piacatu
- Santópolis do Aguapeí
- Turiúba

- Datos: Q2331454